# ماریبورو
ماریبورو (به انگلیسی: Maryborough) یک شهر در استرالیا است که در کوئینزلند واقع شده‌است.